# Vranová Lhota
Vranová Lhota – miejscowość i gmina (obec) w Czechach, w kraju pardubickim, w powiecie Svitavy. W 2022 roku liczyła 441 mieszkańców.